# Timonius epiphyticus
Timonius epiphyticus är en måreväxtart som beskrevs av Adolph Daniel Edward Elmer. Timonius epiphyticus ingår i släktet Timonius och familjen måreväxter. Inga underarter finns listade i Catalogue of Life.